# میول (فیلم ۲۰۱۸)
موادبَر (به انگلیسی: Mule) یک فیلم سینمایی جنایی، زندگی‌نامه و دلهره‌آور محصول سال ۲۰۱۸ آمریکا به کارگردانی کلینت ایستوود می‌باشد که همچنین خود ایستوود نیز نقش اصلی فیلم را ایفا می‌کند. این فیلم داستان واقعی از لئو شارپ، جانباز جنگ جهانی دوم در دهه ۱۹۸۰ که خود را تبدیل به یک پیک مواد مخدر برای کارتل سینالوآ می‌کند را روایت می‌کند.

## بازیگران
- کلینت ایستوود در نقش ارل استون
- بردلی کوپر در نقش کلین بیتس
- لارنس فیشبرن
- مایکل پنیا درنقش ترفیو و شریک بیتس
- دایان ویست درنقش مری، همسر سابق ارل
- اندی گارسیا درنقش لاتون، رئیس کارتل
- آلیسون ایستوود درنقش Iris، دختر ارل
- تیسا فارمیگا درنقش جنی، نوه ارل
- ایگناسیو سریچیو درنقش جولی کارتل هندلر
- لورن دین درنقش DEA Agent Brown
- ویکتور راسوک درنقش ریکو
- مانی مونتانا
- کلیفتن کلینز جونیور درنقش گوستاوو
- نوئل گوگلیمی درنقش طعمه راب
- رابرت لاساردو درنقش امیلیو
- یوجین کوردرو درنقش لوئیس روچا

## خلاصه داستان فیلم
این فیلم داستان مردی مسن به نام ارل استون را به تصویر می‌کشد که در سن هشتاد سالگی با مشکلاتی همچون فشار کاری و تنهایی دست و پنجه نرم می‌کند. در این بین، او توسط شرکتی استخدام می‌شود تا محموله‌ای را حمل کند. اما او نمی‌داند که این شرکت یک کارتل مکزیکی است. در همین زمان، یک مأمور جسور به نام کالین بیتز نیز استون را زیر نظر می‌گیرد و…

## فیلمبرداری
فیلمبرداری اصلی این فیلم در تاریخ ۴ ژوئن ۲۰۱۸ در آتلانتا، رم و جورجیا آغاز شد. همچنین این فیلم درلاس کروسس، نیومکزیکو مونتاژ شده‌است.

## اکران
این فیلم در تاریخ ۱۴ دسامبر ۲۰۱۸در ایالات متحده منتشر شد و در تاریخ ۲۵ ژانویه ۲۰۱۹ در انگلستان منتشر شد. این برنامه در تاریخ ۱۰ دسامبر ۲۰۱۸ در وست وود، کالیفرنیا عرضه شد.